# Альтисхофен
Альтисхофен (нем. Altishofen) — коммуна в Швейцарии, в кантоне Люцерн.
Входит в состав избирательного округа Виллизау (до 2012 года входила в состав управленческого округа Виллизау).
Население на 31 декабря 2013 года составляло 1570 человек. Официальный код — 1123.
1 января 2020 года в состав коммуны Альтисхофен вошла бывшая коммуна Эберзеккен.
В коммуне расположена усадьба Альтисхофен, построенная в 1571 году.